# ملكة جمال الولايات المتحدة الأمريكية 1958
ملكة جمال الولايات المتحدة الأمريكية 1958 (بالإنجليزية: Miss USA 1958)‏ هي النسخة السابعة من مسابقة ملكة جمال الولايات المتحدة الأمريكية منذ انطلاقتها عام 1952، عقدت المسابقة في 23 يوليو 1958 في لونغ بيتش ، بولاية كاليفورنيا. وفازت بالمسابقة يورلين هاول من ولاية لويزيانا من قبل شارلوت شيفيلد من ولاية يوتا. ذهبت هاول ليحتل المركز الثالث في المركز الثاني لوز مارينا زولواغا من كولومبيا في مسابقة ملكة جمال الكون 1958.

## النتائج

### المراكز النهائية
| النتائج النهائية                          | المتنافسة |
| ----------------------------------------- | --- |
| ملكة جمال الولايات المتحدة الأمريكية 1958 | - لويزيانا - يورلين هويل |
| الوصيفة الأولى                            | - فلوريدا - مارسيا فاليبوس |
| الوصيفة الثانية                           | - ألاباما - جوديث كارلسون |
| الوصيفة الثالثة                           | - إلينوي - جون بيكني |
| الوصيفة الرابعة                           | - جورجيا - ديان أوستن |
| أفضل 15                                   | - كاليفورنيا - دونا بروكس - مونتانا - شارون تيتجين - نبراسكا - دي كجيلدجارد - نيويورك - فيرجينيا فوكس - كارولاينا الجنوبية - باتريشيا موس - داكوتا الجنوبية - هيلين يونغكويست - تينيسي - مارثا بواليس - تكساس - ليندا دوتري - يوتا - ساندرا بف - واشنطن - روز نيلسن |

## المتسابقات
شاركت مندوبات الولايات في مسابقة ملكة جمال الولايات المتحدة الأمريكية 1958:
| - ألاباما - جوديث كارلسون - أريزونا - شيرلي فوكس - أركنساس - نانسي هيل - كاليفورنيا - دونا بروكس - كولورادو - ديفونا هوبكا - كونيتيكت - دوروثي ديلين - ديلاوير - فيرجينيا جيفرسون - مقاطعة كولومبيا - بيتي سو روبرتسون - فلوريدا - مارسيا فاليبوس - جورجيا - ديان أوستن - أيداهو - جانيت أشتون - إلينوي - جون بيكني - إنديانا - شيرلي بول - آيوا - ساندرا أولسن - كنتاكي - شانون بيسلي - لويزيانا - يورلين هويل - مين - كارين هانسن - ماريلاند - باتريشيا فوغتس - ماساتشوستس - سالي فريدمان - ميشيغان - شيرلي بلاك - مينيسوتا - سو بوشار - ميزوري - بيفرلي رايت - مونتانا - شارون تيتجين | - نبراسكا - دي كجيلدجارد - نيفادا - تيري جيفرز - نيوهامبشير - باتريشيا لارابي - نيو جيرسي - فاي هاسناور - نيومكسيكو - ساندي بوليس - نيويورك - فيرجينيا فوكس - كارولاينا الشمالية - كارول إدواردز - داكوتا الشمالية - ديانا سبيدال - أوهايو - سيندي جاريسون - بنسيلفانيا - ناتالي دي - فيلادلفيا - كاثلين كونيرز - رود آيلاند - كلير دي باولو - كارولاينا الجنوبية - باتريشيا موس - داكوتا الجنوبية - هيلين يونغكويست - تينيسي - مارثا بواليس - تكساس - ليندا دوجيرتي - يوتا - ساندرا بوج - فيرمونت - دورين ماكنامي - فرجينيا - بيتي مارش - واشنطن - روز نيلسن - فيرجينيا الغربية - ماري آن غوثري - وايومنغ - دوروثي كوتشيراس |

## روابط خارجية
- موقع ملكة جمال الولايات المتحدة الأمريكية الرسمي